# Rob Nicholson
Robert Douglas "Rob" Nicholson (født 29. april 1952) er en canadisk politiker. I 2015 var han landets udenrigsminister. Han er medlem af Underhuset for det konservative folkeparti.